# Челоре (Верона)
Челоре је насеље у Италији у округу Верона, региону Венето.
Према процени из 2011. у насељу је живело 1337 становника. Насеље се налази на надморској висини од 222 м.